# FLEX Bahndienstleistungen
Die FLEX Bahndienstleistungen GmbH ist ein privates Eisenbahnverkehrsunternehmen (EVU) mit Sitz in Leipzig, Deutschland. Das Unternehmen bietet bundesweite Dienstleistungen im Bereich Schienengüterverkehr an.

## Geschichte
Die FLEX Bahndienstleistungen GmbH wurde 2014 von Kai Anger und Jan Habraneck gegründet, um eine Alternative zu den großen Eisenbahnkonzernen zu schaffen. Man startete mit der Überlassung von Triebfahrzeugführern und entwickelte sich zu einem Akteur im Schienengüterverkehr mit mehreren Standorten, über 100 Mitarbeitern und mehr als 30 Lokomotiven.

## Standorte
Neben dem Hauptsitz in Leipzig verfügt das Unternehmen über Standorte in Nürnberg und Bremerhaven.

## Leistungen
FLEX Bahndienstleistungen transportiert Güter durch das gesamte Bundesgebiet. Darunter zählen zum Beispiel Schüttgut, Autos oder Gefahrgut. Feste Knotenpunkte sind Städte wie Lübeck, Hamburg, Bremen, Magdeburg, Berlin, Frankfurt (Oder), Leipzig als Hauptknotenpunkt, Riesa, Dresden, Bad Schandau, Hof, Bamberg oder Nürnberg.
Außerdem bietet FLEX Rangierdienstleistungen und Anschlussbedienung durch das Lastmile-Konzept an.

### Personalüberlassung
Auch das Stellen von Personal wie Triebfahrzeugführer, Wagenmeister oder Rangierbegleiter gehört zu den Leistungen von FLEX Bahndienstleistungen.

### Flottenmanagement und Sicherheitsprüfungen
Es werden zusätzliche Dienstleistungen wie z. B. Unterstützung bei der Verwaltung und Wartung von Fahrzeugen angeboten.

## Fuhrpark
Der Fuhrpark der FLEX Bahndienstleistungen GmbH umfasst Lokomotiven, die speziell für den Schienengüterverkehr optimiert sind. Darunter Rangier-, Kurzstrecken-, Elektro-, Großdiesel- und Hybridlokomotiven.

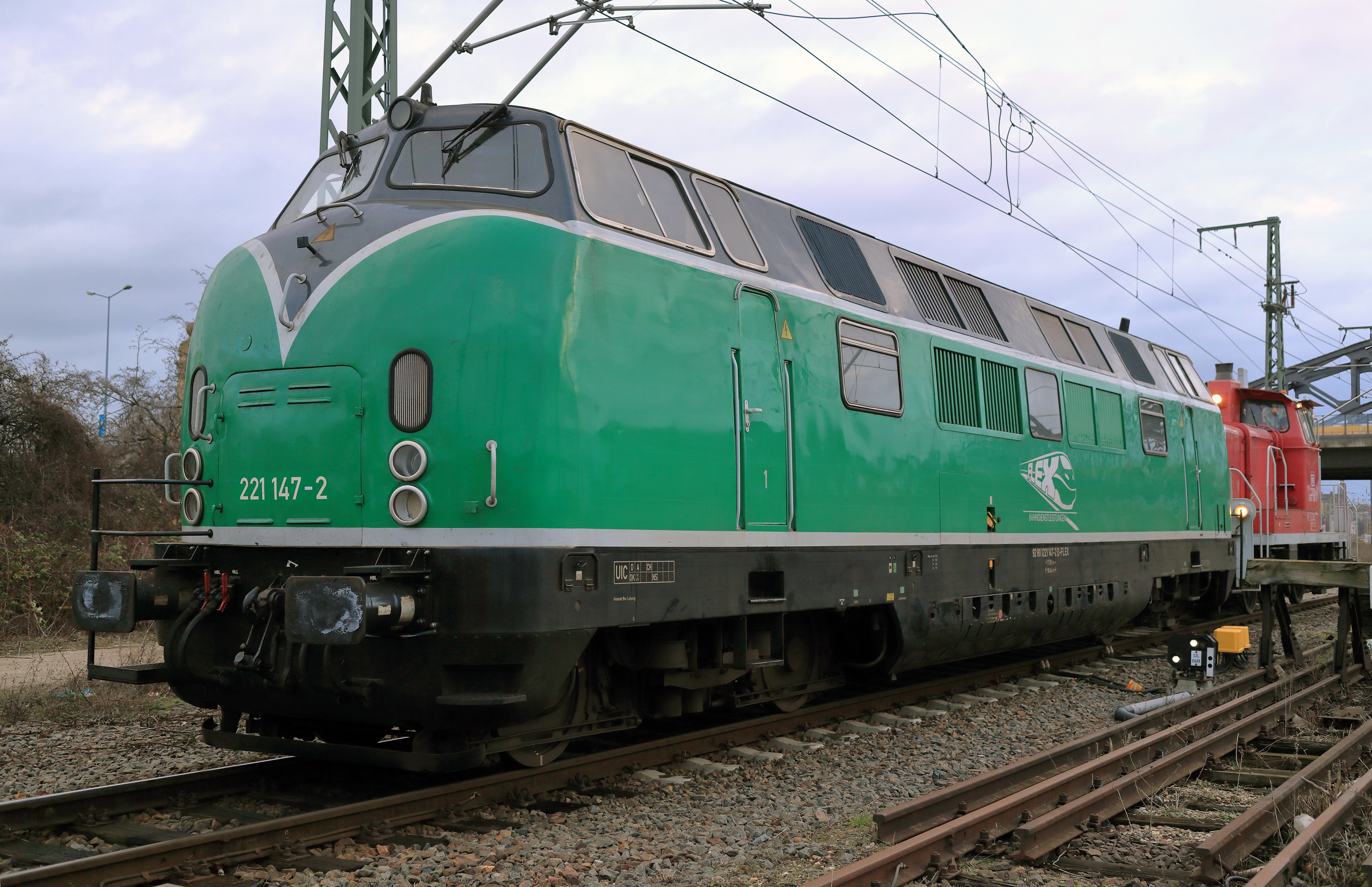
FLEX 221 147 in Leipzig

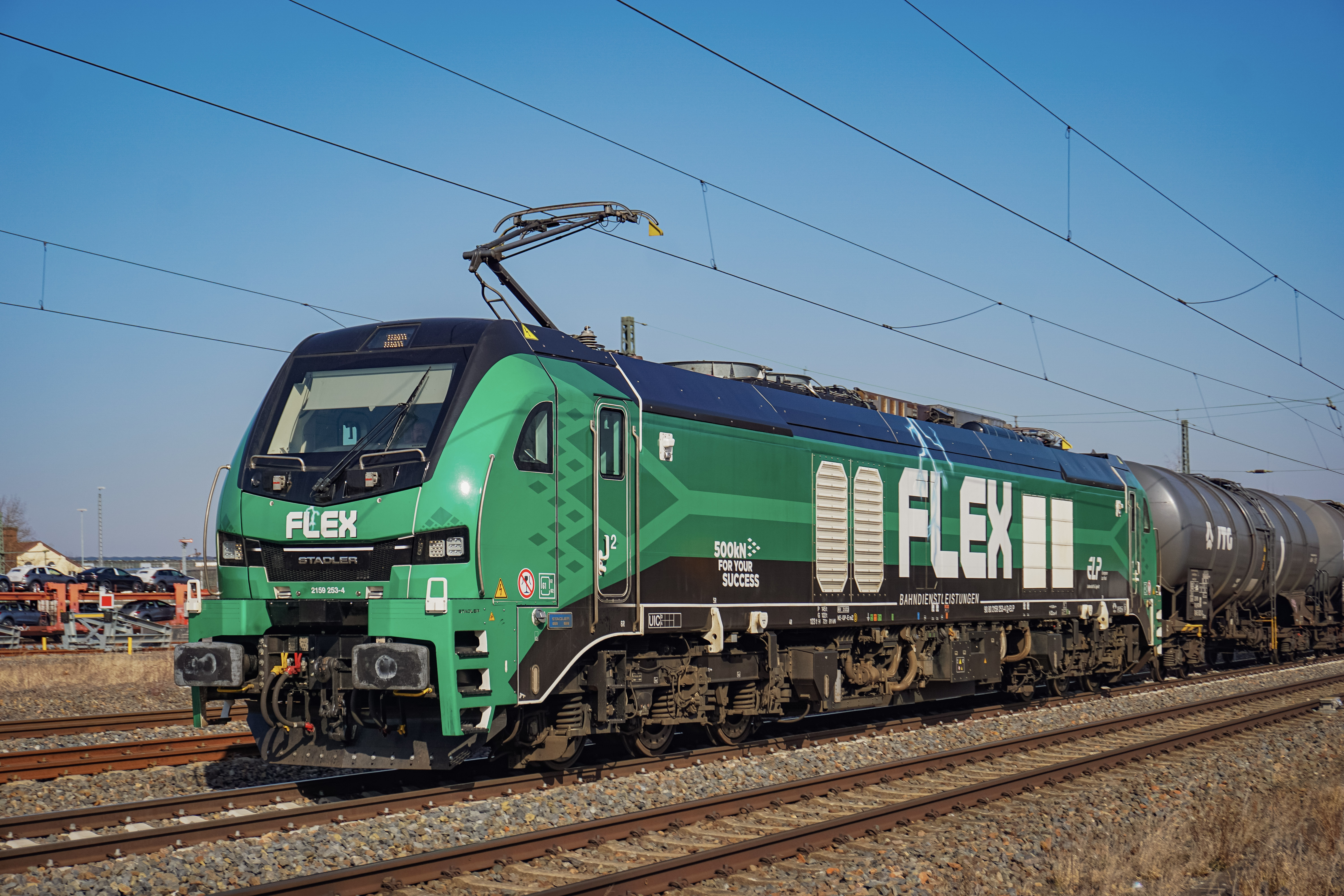
Flex 159 253 mit einem Kesselzug in Zwickau

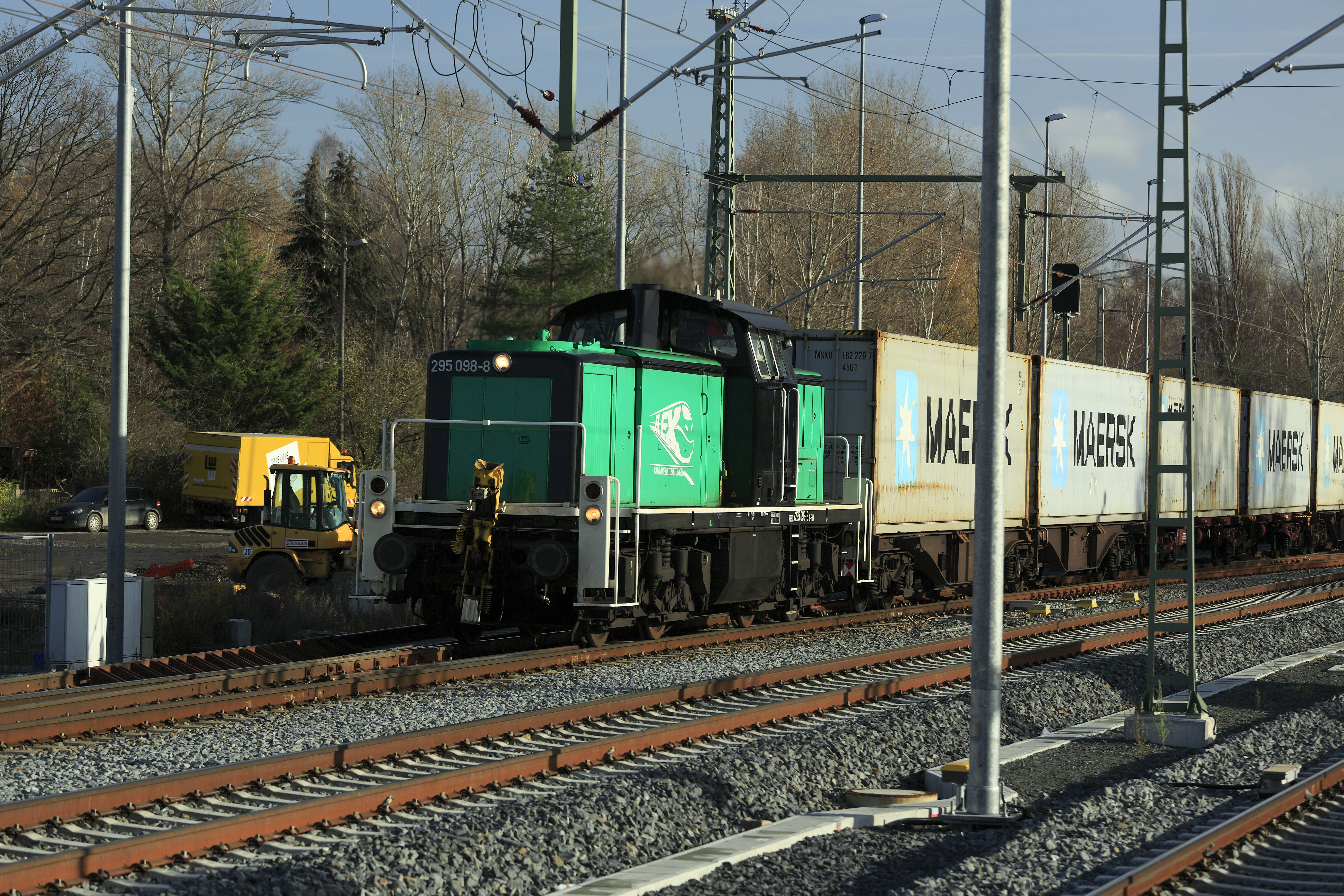
Flex 295 098 in Thekla

Einige von ihnen sind auch von anderen Unternehmen angemietet worden.
| Lokomotive | Traktionsart | Eigentümer   |
| ---------- | ------------ | ------------ |
| 362 755    | Diesel       | FLEX         |
| 363 146    | Diesel       | FLEX         |
| 295 006    | Diesel       | FLEX         |
| 295 098    | Diesel       | FLEX         |
| 295 024    | Diesel       | FLEX         |
| 221 147    | Diesel       | FLEX         |
| 145 088    | Elektrisch   | FLEX         |
| 151 124    | Elektrisch   | SRI          |
| 151 123    | Elektrisch   | SRI          |
| 151 167    | Elektrisch   | FLEX         |
| 363 124    | Diesel       | FLEX         |
| 275 842    | Diesel       | FLEX         |
| 223 062    | Diesel       | Alpha Trains |
| 223 011    | Diesel       | Beacon       |
| 192 059    | Elektro      | NRail        |
| 159 253    | Hybrid       | ELP          |
| 248 071    | Hybrid       | NRail        |
| 218 011    | Diesel       | FLEX         |